# Водица Усековања главе св. Јована Крститеља у Црепаји
Водица Усековања главе св. Јована Крститеља у Црепаји, насељеном месту на територији општине Ковачица представља непокретно културно добро као споменик културе.
Водица посвећена Усековању главе Светог Јована Крститеља састоји се из дводелне капеле, озиданог крста и конака. Капела на водици подигнута је у првој половини 19. века са намером да на симболичан начин означи место Козловац које је нестало у 18. веку. Из истог периода је и озидани крст, а конак је грађен почетком овог века. Водица је у прошлости представљала значајно култно место на које су доношени болесници не само из Црепаје, већ и из удаљених насеља Баната. Једна је од ретких која у оквиру споменичког комплекса има конак.